# Finn Pedersen
Finn Pedersen (Roskilde, 30 luglio 1925 – 14 gennaio 2012) è stato un canottiere danese.

## Palmarès

### Olimpiadi
- Oro a Londra 1948 nel due con.